# آباگانا
آباگانا (به لاتین: Abagana) یک نبرد در نیجریه است که در انامبرا استیت واقع شده‌است.